# إير دي لانوكس

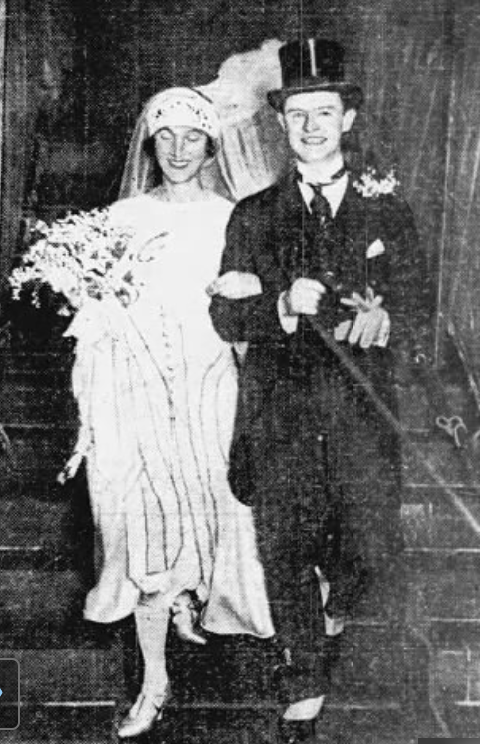
إير دي لانوكس و زوجها.

إير دي لانوكس  (20 مارس 1894-8 سبتمبر 1996) هي فنانة وكاتبة ومصممة أمريكية. اشتهرت دي لانوكس بتصميم الأثاث المصقول والسجاد الهندسي المزخرف بأسلوب آرت ديكو في باريس خلال عشرينيات القرن الماضي. بعدها رسمت عدد من كتب الأطفال. توفيت في نيويورك عن عمر يناهز 102 عامًا.

## النشأة والتعليم والفنون الجميلة
ولدت في مدينة جونستاون، بنسلفانيا، وهي الابنة الكبرى لريتشارد ديربي اير (1869-1955) وإليزابيث كريجر آير (ت 1938). درست الفن في رابطة طلاب الفنون في مانهاتن مع إدوين ديكنسون وجورج بريدجمان وروبرت هنري وتشارلز هوثورن.
التقت وتزوجت الكاتب والدبلوماسي الفرنسي بيير كومبريت دي لانوكس (1887-1955) في نيويورك في عام 1918.  بعد نهاية الحرب العالمية الأولى انتقلا إلى باريس. درست في باريس في أوائل العشرينات من القرن الماضي في أكاديمية كولاروسي وأكاديمية رانسون حيث كان من بين معلميها موريس دينيس وديمتريوس جالانيس وكونستانتين برانكوي. ولدت ابنتهما آن فرانسواز -الملقبة بـ (بيك)- في 19 ديسمبر 1925.
في عام 1943 ، شاركت 31 امرأة من بينهم كانت دي لانوكس في المعرض Peggy Guggenheim في نيويورك.

## تصميم
ظهرت تصاميمها لأول مرة في أوائل العشرينات من القرن الماضي، وغالبًا ما عُرضت مع تصميمات المصممين إيلين جراي وجان ميشيل فرانك. بينما كانت لا تزال في فرنسا، كتبت قصصًا قصيرة عن أسفارها في أوروبا. في عام 1955، توفي زوجها. بعد ذلك بوقت قصير، عادت إلى الولايات المتحدة، وفي الستينيات كتبت لـ هاربر بازار.
في سنواتها الأخيرة كتبت ورسمت عددًا من كتب الأطفال.

## الوفاة
توفيت عن عمر يناهز 102 عام، في دار ديويت للمسنين في مانهاتن.